# Hans Wolff (Politiker)

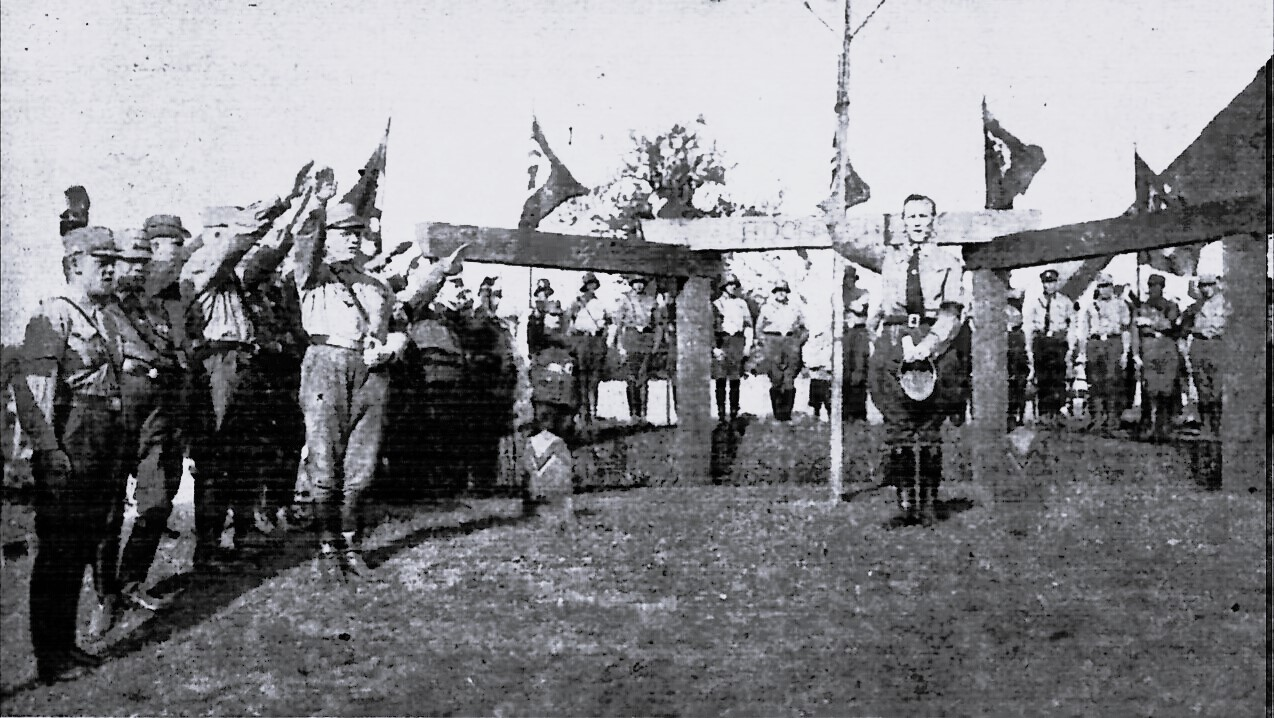
Wolffs Weiherede am 20. Mai 1933 zur Pflanzung der neuen Israelsdorfer Eiche

Hans Wolff (* 25. Mai 1902 in Altona; † 22. April 1943 in Staraja Russa an der Ostfront) war ein deutscher Pädagoge und nationalsozialistischer Schul- und Kulturpolitiker.

## Leben
Wolff war Sohn eines Rechtsanwalts in Altona. Nach dem Schulbesuch in seiner Heimatstadt studierte er von 1920 bis 1925 Naturwissenschaften an den Universitäten in Tübingen, Hamburg, Freiburg und Göttingen und schloss 1926 mit der Befähigung zum Lehramt an höheren Schulen und 1927 der Promotion zum Dr. phil ab. Seine Fächer waren Biologie, Erdkunde, Chemie. Die Referendarzeit absolvierte er in der Provinz Schleswig-Holstein. Danach wurde er 1929 Lehrer an der Oberschule zum Dom in Lübeck.
Wolff wurde am 1. März 1932 Mitglied der NSDAP und baute in Karlshof-Israelsdorf eine NSDAP-Ortsgruppe auf. Aufgrund der Wahl vom 13. November 1932 wurde er Mitglied der Lübecker Bürgerschaft. 1933 wurde er Regierungsdirektor in der Lübecker Kultusverwaltung unter Senator Ulrich Burgstaller und nach der Entlassung von Landesschulrat Sebald Schwarz durch den Lübecker Senat am 31. März 1933 dessen (zunächst kommissarischer) Nachfolger als Landesschulrat.
Wolff gilt neben dem Justizsenator Hans Böhmcker (später Senator für Finanzen und Kultus) als der eigentliche Motor der konsequenten nationalsozialistischen Umformung des Schulwesens sowie der Gleichschaltung des Lübecker Kulturlebens 1933/1934. Auf der Basis des „Gesetzes zur Wiederherstellung des Berufsbeamtentums“ vom 7. April 1933 wurden missliebige Leitungspersonen aus dem Amt entlassen und die Parteigenossen auf die freigewordenen Positionen gehoben.
Am 21. Mai 1938 wurde Wolff Stadtrat in Lübeck, das inzwischen durch das Groß-Hamburg-Gesetz seine staatliche Eigenständigkeit verloren hatte. Bei Kriegsbeginn 1939 wurde er als Wachtmeister der Reserve und Nachrichtenbetriebsleiter zur 30. Infanterie-Division der Wehrmacht eingezogen und fiel 1943 als Oberleutnant an der Ostfront. Sein Nachfolger in Lübeck wurde kommissarisch der reaktivierte Staatsrat i. R. Friedrich Wilhelm Lange.

## Politisches Wirken
Wolff war überzeugter Nationalsozialist und setzte die Vorgaben des Reichserziehungsministeriums und anderer oberer Stellen um. Nationalsozialistische Rituale wie Hitlergruß, Flaggenparade, Marschieren und anderes bestimmten den Schulalltag. Der Kult um Nordisches und Germanentum wurde in einer von Wolff groß angelegten und persönlich organisierten Schulausstellung im Rahmen einer Nordischen Reichstagung präsentiert.
Wolff setzte bei allen Bewerbungen, Abschlussprüfungen und Zulassungen die Abstammungsprüfung um (Ariernachweis). Die Jüdische Gemeindeschule wurde drangsaliert, bis sie 1940 aufgeben musste. Die fünf letzten Schüler wurden nach Hamburg überwiesen. Für die Katholische Gemeindeschule wurden Schikanen erdacht.
In der Kulturverwaltung wurden die vorgezeichneten Leitlinien strikt angewandt. Bei den Konzerten tauchte etwa Felix Mendelssohn Bartholdy nicht mehr auf. Eine schwierige Aufgabe war für ihn die Renovierung des Theaters, dem 1937 die Schließung wegen technischer und feuerpolizeilicher Mängel drohte. Die Umbauplanung begann konkret 1937 und wurde durch den Krieg, die Kriegswirtschaft seit 1939, erschwert, sodass das Große Haus erst ab April 1941 wieder bespielbar war. Wolff wurde beim künstlerischen Personal als Musikliebhaber und Theaterfreund geachtet, zumal er sich für die sozialen Belange der Belegschaft eingesetzt hatte.

## Schriften
Weltanschauliche Beiträge von Wolff erschienen 1936 bis 1942 im Jahrbuch Der Wagen und in den Lübeckischen Blättern:
- Zur weltanschaulichen Lage der Gegenwart. In: Der Wagen 1936, S. 9–16.
- Von deutscher Freiheit. In: Der Wagen 1939, S. 9–16.
- Zwischen den Schlachten. In: Lübeckische Blätter 84 (1942) S. 2–5.